# Ангария
Ангарѝя (на латински: angaria; на гръцки: ἀγγαρεία) по етимология е заемка от средноперсийския ангарид – конен гончия, в смисъл на задължение на селяните в страните от Изтока да предоставят коне за държавните превози.
Във Византия и България ангарията означава задължението на зависимите селяни да работят определени дни на феодала или да участват в строежа на пътища, мостове и крепости.
Ангарията е форма на феодална трудова повинност, съществувала и в Османската империя. Премахната е с Хатихумаюна – реформаторски акт от 1856 г.
Ангарията е и един от данъците, които крепостните селяни в западноевропейските феодални общества през Средновековието заплащат. Това е задължителен данък, като селяните трябва да се трудят безвъзмездно известен брой дни в годината в полза на феодала, сиреч на владетеля.
В Русия е известна под името бáршчина – там от ХV до средата на ХIХ в. така се обозначава принудителен безплатен труд, даван от крепостните селяни в стопанството на помешчика.
В българските земи ангарията се появява с утвърждаването на феодалните отношения, като съществува през развития феодализъм (XIII – XIV век) успоредно с натуралната и паричната рента. Запазва се и по време на османската власт, когато населението е товарено с много ангария към Османската държава.